# Praški astronomski sat
Praški astronomski sat (Pražský orloj) je ura s posebnim mehanizmom i brojčanikom koji pokazuje relativne položaje Sunca, Mjeseca, zodijačko zviježđe i pojedine glavne planete.
Stara gradska vijećnica izgrađena je 1338. godine kao jedna od najupečatljivijih građevina u Pragu, a najstariji dio Orloja, mehanički sat i astronomski brojčanik, datiraju iz 1410. godine, kada su ih izradili urar Mikulášu od Kadana i Jan Sindel, profesor matematike i astronomije na Sveučilištu Charles.
Praški astronomski sat poznat je kao "Pražský orloj". Središnji dio završen je 1410. Četiri figure pokreću se svakog sata, a „Smrt“ (predstavljena kosturom) mjeri vrijeme. Za svaki sat postoji po jedan kip apostola na postolju iznad sata, a svih dvanaest pokazuju se u podne. Pokazivač kalendara dodan je 1870. ispod sata. U srednjem vijeku ta se ura smatrala jednim od svjetskih čuda.
Za vrijeme Drugog svjetskog rata uru su gotovo uništili nacisti. Zahvaljujući junačkim naporima Pražana najvažniji dijelovi ure su sačuvani. Postupno je obnavljan do 1948. godine. Ura je 1979. još jednom očišćena i renovirana. Prema mjesnoj legendi grad će pogoditi velika nesreća ako se ura zapusti, pa se zato stalno održava u dobrom stanju.
Praški Astronomski sat je treća najstarija astronomska ura na svijetu i najstariji sat koji još uvijek radi.

## Ostali astronomski satovi
Olomouc, bivši glavni grad Moravske u istočnom dijelu Češke, također ima jedan dojmljiv astronomski sat na glavnome trgu.
Muzej znanosti u Londonu ima vjeran duplikat 'Svemirskog stroja', koji je 1092. konstruirao Su Sung u Kini. Ova velika astronomska ura bila je visoka deset metara a radila je pomoću pada vode i žive.
Astronomska ura na katedrali Lund u Švedskoj, Horologium mirabile Lundense napravljena je krajem 14. stoljeća. Nalazila se u skladištu od 1837., restaurirana je i vraćena na svoje mjesto 1923. godine. Kada radi, čuje se glazba In dulci jubilo s najmanjih orgulja u crkvi, dok šest drvenih figura, koje pradstavljaju tri maga i njihove sluge, prolaze pored Bogorodice i Isusa.
Gradska vijećnica u Kopenhagenu ima kompletnu astronomsku uru (Svjetski sat Jensa Olsena ili Verdensur), koja se nalazi u jednoj prostoriji. Uru je izrađivao preko 50 godina astronom amater i profesionalni urar Jens Olsen. Sklapana je od 1948. do 1955. Između 1995. i 1997. ura je kompletno restaurirana.
Dvorac Versailles u blizini Pariza (Versaillesu) ima raskošnu astronomsku uru u rokoko stilu koju su jedan urar i inženjer izrađivali 12 godina. Darovan je Luju XV. 1754. godine.
Gros Horloge (veliki sat) u Rouenu je znamenita astronomska ura iz 14. stoljeća, a nalazi se u istoimenoj ulici.
Zytglogge u Bernu je poznata astronomska ura iz 15. stoljeća koja se nalazi u glavnom gradu Švicarske.
Lyonska katedrala (Cathédrale Saint-Jean-Baptiste de Lyon) također ima astronomsku uru iz 14. stoljeća.